# Шишейка
Шишейка — лавовый купол на Камчатке.
Андезитовые лавы, образованные куполом, находятся западнее Срединного хребта, близ устья реки Шишеи. Купол и связанные с ним потоки лавы извергались 4200 лет назад, в результате активности одного из нескольких вулканов на пологих склонах Срединного хребта в эпоху голоцена. Ближайшие вулканы: Киненин, Близнецы, Шивелуч.